# Neorossia leptodons
Neorossia leptodons is een inktvis die voorkomt in de zuidwestelijke Stille Oceaan, van New South Wales 32° 08′ ZB, 153° 07′ OL  tot Zuid-Australië 33° 58′ ZB, 131° 22′ OL .
De soort komt voor op een diepte 130 tot 1.110 m.
De soort vertoont seksuele dimorfie. Vrouwtjes groeien tot 77,5 mm in de mantellengte,mannetjes worden niet groter worden dan 42 mm mantellengte.
Het soorttype is verzameld in de Grote Australische Bocht 37° 19′ 0″ ZB, 138° 36′ 30″ OL en bevindt zich in het Museum van Victoria in Melbourne.